# Red social móvil
Una red social móvil es un espacio en el cual diversos individuos con intereses comunes conversan y se comunican entre sí utilizando un teléfono móvil u otro dispositivo portátil con capacidades telemáticas. De una manera muy similar a como sucede con las redes sociales basadas en web, las redes sociales móviles conforman comunidades virtuales. 
Actualmente las redes sociales más populares poseen una versión para dispositivos móviles, siendo las aplicaciones de Meta (Facebook, WhatsApp, Instagram), YouTube, Twitter y TikTok tendencia en 2021 según las estadísticas de búsqueda de Google Archivado el 22 de noviembre de 2021 en Wayback Machine.. 
Diversos avances en tecnología y software inalámbricos han facilitado la existencia de estas comunidades virtuales móviles, como por ejemplo SMS, WAP, Java, BREW e I-mode.

## Tipología
Hay dos tipos básicos de redes sociales móviles. En el primero, denominado chiche, las empresas que ofrecen servicios de redes sociales en Internet se asocian con compañías de telefonía móvil para distribuir sus servicios a través de las páginas de inicio por omisión de los navegadores móviles presentes en los terminales de dichas compañías. Un ejemplo de este tipo de red social móvil es JuiceCaster.
El segundo tipo off chiche está formado por aquellas empresas que no tienen este tipo de acuerdos con las empresas de telefonía y se apoyan en otros métodos para atraer usuarios.

## Extensión
En la actualidad Japón,  y China tienen un índice de penetración de las redes sociales móviles mucho mayor que los países occidentales, generalmente debido a unas mejores redes de telefonía móvil y costes asociados (por ejemplo la tarifa plana está notablemente extendida en Japón). La mayor parte de sus redes sociales móviles son extensiones de servicios basados en PC, pero otras son ofertas directamente dirigidas a los móviles. Algunos ejemplos son Cyworld (Corea del Sur, web+móvil) y Tencent QQ (China, web+móvil). En Japón, donde las redes 3G superan una penetración del 80% de los usuarios, han aparecido numerosas redes sociales móviles.
Los peligros en las redes sociales nunca van a terminar, por eso es mejor leer este texto y prevenir para evitar algunos casos más.

## Aplicaciones
Con las actuales aplicaciones de software disponibles, las interacciones dentro de estas redes no se limitan al simple intercambio de mensajes de texto de-uno-auno, sino que evolucionan constantemente hacia interacciones sofisticadas del tipo de las existentes en las comunidades virtuales de Internet.
Así, en la mayoría de estas comunidades móviles los usuarios pueden crear sus propios perfiles, hacer amigos, participar en salas de chat, mantener conversaciones privadas, compartir fotos y vídeos, crear blogs, etc. todo ello utilizando sus teléfonos celulares. Algunas empresas proporcionan servicios que permiten a sus clientes construir sus propias comunidades móviles bajo su propia marca. Otras proporcionan funcionalidades innovadoras que extienden la experiencia de la red social al mundo real.